# Буде (аеропорт)
Аеропорт Буде (норв. Bodø lufthavn; (IATA: BOO, ICAO: ENBO)) — цивільний аеропорт у місті Буде в комуні Буде у фюльке Нурланн, Норвегія. Розташований на південь від центру міста, на крайньому західному краю півострова Будегалвея, має спільні приміщення з базою військово-повітряних сил Головна авіабаза Буде. Аеропорт має єдину бетонну, злітно-посадкова смугу розміром 2,794 x 45 м, яка проходить приблизно в напрямку схід-захід. Окрім реактивних рейсів до основних внутрішніх напрямків, аеропорт служить центром для рейсів регіональних авіакомпаній до Гельгеланну, Лофотенських островів і Вестеролена.
Новий аеропорт може бути готовий у другій половині 2029 року, згідно з перефразовуванням ЗМІ (у січні 2022 року) Avinor. Планується будівництво нового аеропорту приблизно в одному кілометрі (0,6 милі) на південь і будівництво нового розумного міського району на місці поточного аеропорту.

## Історія
Поштові рейси до Буде почалися в 1921 році, а до 1940 року Буде обслуговували гідролітаки з Widerøe.
Перша злітно-посадкова смуга в аеропорту Буде була побудована під час Другої світової війни британськими військами після нападу Німеччини на Норвегію. 26 травня 1940 року три винищувачі Gloster Gladiator Королівських ВПС на чолі з лейтенантом Цезарем Халлом приземлилися та здійснили першу повітряну оборону міста. Місцевість була болотистою, і перша імпровізована злітно-посадкова смуга складалася з дерев'яних дощок, що плавали на воді. Незабаром німецькі Luftwaffe захопили контроль над аеропортом і утримували його протягом війни, серед іншого модернізувавши злітно-посадкову смугу до бетону.
З аеропортом було зроблено небагато до початку Корейської війни в 1950 році. Захід боявся нападу СРСР на Західну Європу, тому нову військову базу було побудовано на новому місці на південний захід від старої. Спочатку планувалося завершити будівництво в 1951 році, але повністю запрацював новий аеропорт лише в 1956 році, хоча цивільний термінал було відкрито в 1952 році. Відтоді винищувачі були розміщені в Буде. У 1988 році НАТО влило величезні суми грошей, щоб аеродром міг прийняти великі повітряні сили в разі надзвичайної ситуації.
Аеропорт використовували під час випробувань Конкорду в червні 1975 року.
На початку 1980-х років обговорювали та планували поточний цивільний термінал. Міністерство фінансів Норвегії схвалило проєкт на початку 1988 року. Будівництво почалося через кілька тижнів після його затвердження і було завершено навесні 1990 року. Термінал має 11 виходів, три з яких мають телетрапи. З моменту відкриття в 1990 році кількість пасажирів зросла з 820 000 до 1 700 000 у 2013 році.

## База ВПС
Головна авіабаза Буде, розташована поруч із аеропортом, є найбільшою авіастанцією в Норвегії, якою керують Королівські ВПС Норвегії. Ця авіабаза є домом для 331-ї та 332-ї ескадрилій, оснащених F-16 Fighting Falcon компанії General Dynamics, а також загону 330-ї ескадрильї гелікоптерів Westland Sea King.

## Авіалінії та напрямки (липень 2022)
Аеропорт діє як хаб для регіональних аеропортів між Тронгеймом і Тромсе, на додаток до нього обслуговується більше десяти щоденних зворотних рейсів до Осло. Також обслуговується кілька міжнародних сезонних маршрутів.
| Авіакомпанія          | Пункт призначення |
| --------------------- | --- |
| Aegean Airlines       | Сезонний чартер: Родос |
| Finnair               | Сезонний: Гельсінкі |
| Lufttransport         | Верей |
| Norwegian Air Shuttle | Осло-Гардермуен |
| Scandinavian Airlines | Осло-Гардермуен, Тромсе, Тронгейм Сезонний: Аліканте, Стокгольм-Арланда Сезонний чартер: Ханья                                                                                      |
| Sunclass Airlines     | Сезонний чартер: Гран-Канарія |
| Widerøe               | Анней, Берген, Бреннейсунн, Гарстад/Нарвік, Крістіансанн, Лекнес, Му-і-Рана, Мушеен, Намсус, Осло-Торп, Рервік, Рест, Саннесшеен, Ставангер, Стокмаркнес, Сволвер, Тромсе, Тронгейм |

## Статистика
Див. джерело запитів Вікіданих та джерела.

## Наземний транспорт
Аеропорт знаходиться дуже близько до центру міста, приблизно за 1,5 км, а від залізничної станції — 2,0 км. Доїхати до аеропорту можна на місцевому автобусі, на таксі або пішки. З аеропорту також курсують регіональні автобуси.

## Норвезький музей авіації
Норвезький музей авіації розташований поруч з аеропортом у будівлі у формі пропелера. Авіаційний центр в аеропорту був затверджений парламентом 31 березня 1992 року та відкритий 15 травня 1994 року. Військова частина — Luftfartsmuseet (Музей авіації) була відкрита в травні 1995 року. Норвезький музей авіації був створений 1 січня 1998 року, заснований урядом, місцевою міською радою Буде та радою округу Нурланд. Музей є «національним музеєм» і фінансується з державного бюджету.
У музеї представлено кілька військових літаків, у тому числі Lockheed U-2, Gloster Gladiator і Supermarine Spitfire. На виставці також є деякі цивільні літаки, такі як de Havilland Canada DHC-3 Otter, Junkers Ju 52/3m на поплавках, Fokker F.28-1000 Fellowship.

## Аварії та інциденти
- Літаки-розвідники Lockheed U-2 були розміщені в Буде в 1958 році. 1 травня 1960 U-2, пілотований Гері Пауерсом, прямував до Буде з Пакистану, але був збитий, що спричинило кризу U-2 1960 року.
- 4 грудня 2003 року в літак Dornier 228 авіакомпанії Kato, який виконував рейс 603, влучила блискавка, спричинивши перелом керуючої тяги, яка керувала рулем висоти. Згодом літак сильно приземлився біля злітно-посадкової смуги в Буде і був списаний. Обидва члени екіпажу отримали важкі травми, обидва пасажири отримали легкі травми.[11]
- 29 вересня 2004 року шукач притулку, озброєний сокирою, напав на пілота рейсу 605 Kato Airline з Нарвік-Фрамнеса, в результаті чого літак Dornier 228 пішов у пікірування. Пасажири, включно з Оддом Еріксеном, пізніше членом уряду (міністром торгівлі), здолали нападника, і літак здійснив безпечну посадку в Буде.[12]